# Y Comae Berenices
Y Comae Berenices är en halvregelbunden variabel av SRB-typ i stjärnbilden Berenikes hår.
Stjärnan har en bolometrisk magnitud som varierar mellan 13,4 och 14,39 med en period av ungefär 95 dygn.